# Professional Scuba Schools
Professional Scuba Schools (PSS) è una delle principali associazioni didattiche subacquee operanti su scala mondiale. È membro del Recreational Scuba Training Council (RSTC), il cui scopo è quello di regolamentare e sviluppare globalmente gli standard minimi di formazione dei subacquei.
Le Norme dei corsi subacquei PSS sono conformi alle direttive della Comunità Europea (Norme EN) e agli standard ISO (International Organization for Standardization).

## Certificazioni
Professional Scuba Schools si occupa di addestramento dei subacquei. Nello specifico, le attività educative afferiscono a quattro divisioni didattiche: subacquea ricreativa, free diving, subacquea tecnica e gestione delle emergenze. Ogni divisione prevede diversi livelli di addestramento che certificano l'esperienza del subacqueo e tracciano i limiti che egli è tenuto a osservare nel rispetto della sicurezza propria e dei compagni di immersione.

### Introduzione alla subacquea
- PSS Snorkeling for kids
- PSS Scuba experience

### Brevetti di subacquea ricreativa
- PSS Scuba Diver
- PSS Open Water Diver
- PSS Advanced Open Water Diver
- PSS Deep Diver
- PSS Scuba Rescue Diver
- PSS Specialty Diver

### Brevetti di free diving
- PSS Skin Diver
- PSS Free Diver
- PSS Advanced Free Diver
- PSS Rescue Free Diver
- PSS Master Free Diver
- PSS Technical Free Diver

### Brevetti di subacquea tecnica
- PSS Decompression Techniques
- PSS Accelerated Decompression Techniques
- PSS Trimix 60M
- PSS Trimix 80M
- PSS Trimix 100M

### Brevetti di mermaiding
- PSS Intro Mermaiding
- PSS Mermaiding
- PSS Advanced Mermaiding

### Brevetti di gestione delle emergenze
- PSS First Aid and CPR
- PSS Oxygen and diving emergencies

### Brevetti professionali
- PSS Divemaster
- PSS Assistant Instructor
- PSS Scuba Instructor
- PSS Master Scuba Diver Trainer
- PSS IT Staff Instructor
- PSS Master Instructor
- PSS Instructor Trainer